# Robert Bartolomeu
Robert Bartolomeu (sinh ngày 3 tháng 12 năm 1993) là một tiền vệ bóng đá Cộng hòa Séc hiện tại thi đấu cho FC ViOn Zlaté Moravce, mượn từ FC Fastav Zlín.
Anh ra mắt cho FC Fastav Zlín ngày 11 tháng 8 năm 2012 trong thất bại 0–4 tại Giải bóng đá vô địch quốc gia Cộng hòa Séc trước 1. HFK Olomouc. Anh ghi bàn thắng đầu tiên trong chiến thắng 3–0 của Zlín trên sân nhà tại Czech National Football League trước FC Zenit Čáslav ngày 7 tháng 10 năm 2012. Ngày 17 tháng 5 năm 2017, anh ghi bàn quyết định chiến thắng 1–0 của Zlín trước Opava ở chung kết Cúp bóng đá Cộng hòa Séc, giúp đội bóng có danh hiệu lớn đầu tiên trong lịch sử.
Bartolomeu là người gốc Angola.

## Danh hiệu

### Club
Zlín
- Vô địch: Cúp bóng đá Séc 2016–17